# خوسيه مونروي
خوسيه مونروي (بالإسبانية: José Monroy)‏ (10 مارس 1996 بغوادالاخارا في المكسيك - ) هو لاعب كرة قدم مكسيكي في مركز الدفاع.

## وصلات خارجية
- خوسيه مونروي على موقع قاعدة بيانات كرة القدم.إي يو (الإنجليزية)
- خوسيه مونروي على موقع Soccerway.com (الإنجليزية)